# Nisseviken (Bucht)
Nisseviken (früher auch Graunvik genannt) ist eine flache  Meeresbucht der Ostsee an der Küste der schwedischen Insel Gotland.  Sie liegt im Süden Gotlands an der Westküste zwischen den Halbinseln Grundården und Snabben.  Die Bucht liegt 56 km südlich von Visby, 14 km südwestlich von Hemse und zwölf km nordwestlich von Burgsvik.
In den nördlichen Teil der Bucht Nissevikens mündet ein Fluss, die Nisseån, nachdem sie das Dorf Nisse ein paar hundert Meter nördlich der Bucht passiert hat.
Nisseviken hat ein reiches Vogelleben.
Zum Beispiel werden bei dem nahgelegenen See Däppen, direkt südlich einer Freizeitanlage, oft Kraniche gehört und gesehen.
Bei Nisseviken liegt die  Fischerstelle (schwedisch fiskeläge) Nisseviken, die früher Marbodar genannt wurde.